# The False Madonna
Pour plus de détails, voir Fiche technique et Distribution.
The False Madonna est un film américain réalisé par Stuart Walker, sorti en 1931.

## Fiche technique
- Titre : The False Madonna
- Réalisation : Stuart Walker
- Assistant-réalisateur : Edward D. Venturini
- Scénario : May Edginton, Ray Harris et Arthur Kober
- Photographie : Henry Sharp
- Montage :
- Musique : W. Franke Harling (non crédité) et John Leipold (non crédité)
- Société de production : Paramount Pictures
- Pays de production : États-Unis
- Format : Noir et blanc - Mono
- Genre : drame
- Durée : 70 minutes (1 h 10)
- Dates de sortie :
  - États-Unis : 5 décembre 1931
  - Royaume-Uni : 12 janvier 1932 (Londres) | 21 juillet 1932 (sortie nationale)
  - Australie : 26 mars 1932

## Distribution
- Kay Francis : Tina
- William "Stage" Boyd : Dr Ed Marcy
- Conway Tearle : Grant Arnold
- John Breeden : Phillip Bellows
- Marjorie Gateson : Rose
- Charles D. Brown : Peter Angel